# Feministisk filosofi
Feministisk filosofi kallas filosofi som bedrivs med ett feministiskt perspektiv. Den feministiska filosofin är ingen enhetlig skola utan karaktäriseras just av det feministiska angreppssättet, något som ofta står i skarp kontrast till den traditionella filosofin. Mary Wollstonecraft (1759–1797) kan anses vara en av grundarna till feminismen. Feministiska filosofer återfinns både inom den analytiska och kontinentala traditionen. Bland de analytiska feministiska filosoferna återfinns tänkare som Martha Nussbaum och Marilyn Friedman. Inom den kontinentala traditionen torde Simone de Beauvoir vara den mest välkända. Det finns även en skola av pragmatisk feminism.